# 司前松山炮楼
新鹤人民抗日游击队大队部旧址，即司前松山炮楼，位于中国广东省江门市司前镇白庙村松山自然村。司前松山炮楼占地面积约55平方米，高约13米，分为三层。1979年，列入新会县文物保护单位，现为新会区文物保护单位。

## 历史
民国初年，为保护学校安全，华侨梁世荣捐建了松山炮楼。1944年10月，新鹤抗日游击大队在此成立。1944年12月，新鹤抗日游击大队与国军发生激战，史称松山战斗。